# Plockton
Plockton, schottisch-gälisch: Am Ploc, ist eine Ortschaft in den schottischen Highlands an der Westküste mit rund 460 Einwohnern. Der Ort liegt in der Council Area Highland am Südufer von Loch Carron, einem Sea loch südlich der Halbinsel Applecross und nördlich von Kyle of Lochalsh.

## Lage
Plockton liegt auf einer kleinen Halbinsel an einer kleinen, sich nach Osten öffnenden und damit von der westlich liegenden offenen See abgeschirmten Bucht von Loch Carron. Durch die geschützte Lage und das milde Klima gedeihen in Plockton subtropische Pflanzen wie etwa die palmenähnlich aussehenden Keulenlilien der Art Cordyline australis. Die meisten Häuser reihen sich entlang der Uferpromenade auf. Durch die Lage weist der Ort keinen Durchgangsverkehr auf.

## Geschichte
Plockton entstand gegen Ende des 18. Jahrhunderts aus einer kleinen Crofter-Siedlung an der Küste. Mit den Highland Clearances wurden, wie an vielen Stellen der Highlands, auch rund um das heutige Plockton Landpächter von den örtlichen Großgrundbesitzern vertrieben und zur Emigration gezwungen, um die weiten Flächen der Schafzucht nutzbar zu machen. Plockton diente zunächst als Hafen für die Emigration, bis Sir Hugh Innes, 1. Baronet, der damalige Landbesitzer und Parlamentsabgeordnete für Ross-shire, dem Plockton seit 1798 gehörte, sich entschloss, seine Crofter nicht nach Übersee zu vertreiben, sondern an der Küste in einem neuen Fischerdorf anzusiedeln. Entsprechende Pläne hatte bereits der Earl of Seaforth als vorheriger Besitzer seit 1787 verfolgt, ohne sie jedoch letztlich zu realisieren. Aufgrund der günstigen Lage zu den Laichgründen des Atlantischen Herings partizipierte „Plocktown“, wie Innes seine Gründung nannte, zunächst vom Wachstum der Fischereiindustrie in der ersten Hälfte des 19. Jahrhunderts. Der Ort wuchs schnell auf über 500 Einwohner an, 1841 wurden 537 Bewohner registriert. Die unter Mitwirkung Thomas Telfords geplante Plockton Church wurde 1828 fertiggestellt. Die ursprünglichen Planungen von Innes wurden jedoch nie vollständig umgesetzt, nicht alle in einem ersten Plan von 1801 vorgesehenen Straßen des planmäßig angelegten Ortes wurden letztlich gebaut. Veränderte Laichgründe sorgten jedoch bald für ein Ende des Booms, die Folgen der Kartoffelfäule, die sich Ende  der 1840er Jahre ähnlich wie in Irland auch im benachbarten Schottland ausbreitete, führte zu Verarmung und Bevölkerungsrückgang.
Wachstum setzte erst wieder ein, nachdem Plockton 1890 mit der Kyle of Lochalsh Line Eisenbahnanschluss erhielt. Die Fischerei, nunmehr orientiert auf Hummer und Garnelen, konnte sich so neue Absatzgebiete erschließen und etwas erholen. Dennoch setzte sich in dieser Zeit der Emigrationsprozess fort, nun nicht mehr aufgrund des Drucks der Grundbesitzer, sondern der wirtschaftlichen Lage. Bis nach dem Ersten Weltkrieg blieb die wirtschaftliche Situation von Plockton schlecht, so dass die Einwohnerzahl kurz nach dem Krieg gerade halb so groß wie 1841 war. Der Bahnanschluss beförderte allmählich die Entwicklung des Tourismus, der heutzutage die Haupteinnahmequelle des Ortes darstellt. Aufgrund seines pittoresken Ortsbilds bezeichnet sich Plockton auch als Jewel of the Highlands. Das nutzte auch die BBC, die in Plockton in den 1990er Jahren die Krimiserie Hamish Macbeth, nach einer Buchreihe der schottischen Schriftstellerin Marion Chesney, drehte. 1973 diente der Ort im britischen Spielfilm The Wicker Man mit Christopher Lee als Kulisse.

## Infrastruktur und Tourismus
In den letzten Jahren konnte Plockton ein stetes Bevölkerungswachstum verzeichnen und weist inzwischen über 450 Einwohner auf, die Höchststände der ersten Hälfte des 19. Jahrhunderts sind damit jedoch noch nicht erreicht. Überörtliche Bedeutung besitzt Plockton durch die Plockton High School, eine weiterführende Schule, deren Einzugsgebiet nach Norden bis Applecross und Torridon und nach Süden bis Glenelg reicht. Auch aus dem östlichen Teil von Skye kommen Schüler nach Plockton. Ein Teil der Schüler wohnt aufgrund der Entfernungen in einem der Schule angeschlossenen Internat. An der Schule angesiedelt ist auch die im Jahr 2000 gegründete Sgoil Chiùil na Gàidhealtachd (National Centre of Excellence in Traditional Music), eine Musikschule, die besonders die Traditionen der gälischen Musik pflegt. Eine Primary School (Grundschule) ist ebenfalls in Plockton angesiedelt.
Plockton ist Sitz des örtlichen Community Councils, es besitzt eine Village Hall mit Bücherei, in der regelmäßig Veranstaltungen stattfinden. Zur lokalen Infrastruktur zählen drei Hotels und verschiedene Bed and Breakfasts, darunter Duncraig Castle. Mehrere Läden, Pubs, Restaurants und ein Postamt sind ebenfalls vorhanden. Die örtliche Kirche gehört der Free Church of Scotland.
Verkehrlich ist Plockton über die Kyle of Lochalsh Line erschlossen, der Bahnhof liegt am Südrand des Orts. Die vier Zugpaare der Strecke verbinden Plockton mit Kyle of Lochalsh und Inverness. Vor allem für den Schülerverkehr verkehren zudem mehrere Buslinien nach Plockton. Der Hafen von Plockton dient neben den lokalen Fischern Jachtbesitzern und Seglern als Anlaufpunkt. Für Touristen werden im Hafen Ausflugsfahrten zu den Plockton vorgelagerten, von Seehunden bewohnten kleinen Inseln angeboten. Westlich von Plockton liegt das Plockton Airfield, ein kleines, 1966 erbautes Flugfeld mit einer knapp 600 m langen, asphaltierten Landebahn.

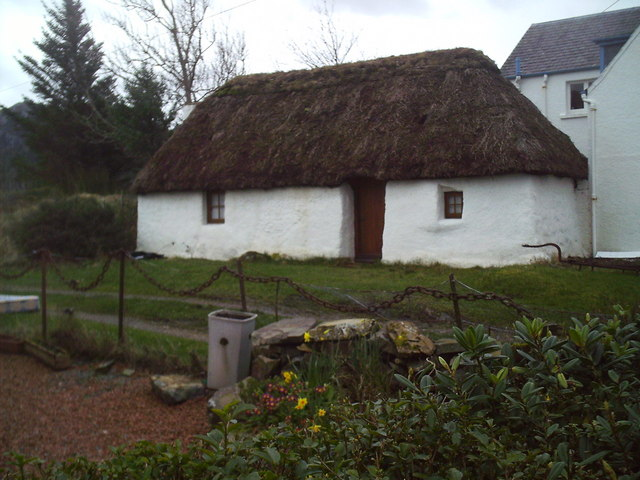
Reetgedecktes altes „Black House“ (Crofter-Wohnhaus)
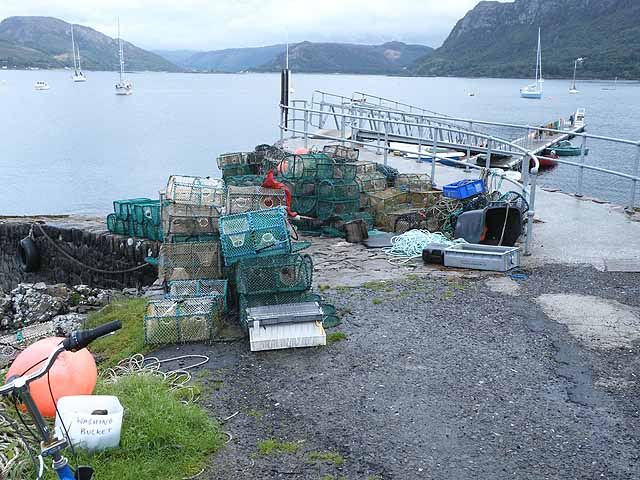
Hummerkörbe im Hafen von Plockton
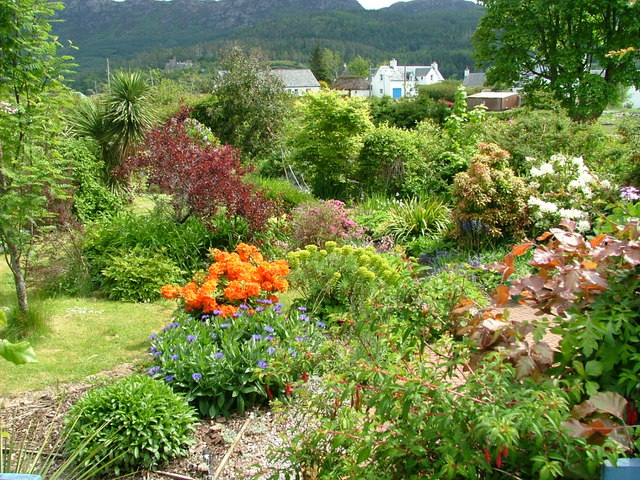
Garten in Plockton
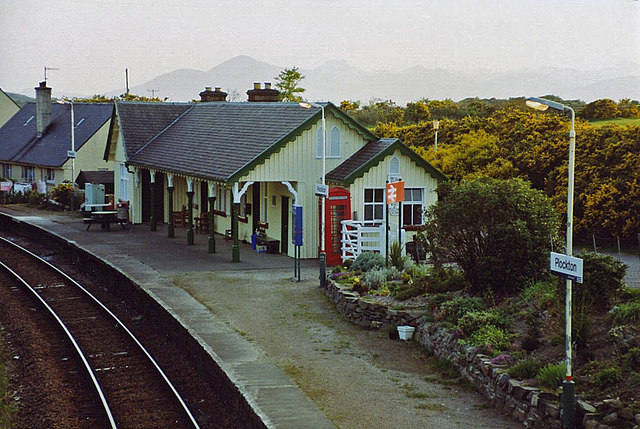
Plockton Railway Station